# شاخی‌مارمولکان
شاخی‌مارمولکان (نام علمی: Phrynosomatidae) نام یک تیره از زیرراسته ایگوآناسانیان است.